# Крик матері
«Крик матері» (азерб. Ana harayı) — пам’ятник жертвам Ходжалінської різанини, що відбулося в ніч з 25 на 26 лютого 1992 року членами вірменських збройних формувань у відношенні мешканців міста Ходжали, що розташований у Хатаінському районі міста Баку, біля станції метро «Шах Ісмаіл Хатаі». Скульптори пам’ятника – Аслан, Махмуд и Теймур Рустамові. Щорічно в річницю трагедії пам’ятник відвідують Президент Азербайджана та тисячі мешканців Баку.

## Історія
Після трагедії в Ходжали в 1993 році на місці, де сьогодні знаходиться пам’ятник, була установлена драматична скульптура молодої матері з мертвою дитиною на руках. Пам’ятник, автором якого є Ельчін Мухтаров, фінансово не був підтриманий державним бюджетом. Пам’ятник був споруджений за матеріальною допомогою патріотів країни. Колишня голова Виконавчої Влади Хатаінського району Залімхан  Мамедлі казав: «… цей пам’ятник реконструювали 5 разів. Напослідок його перенесли на інше місце, замінили іншим пам’ятником».
У 2008 році Виконавча Влада Хатаінського району ухвалила рішення замінити цей пам’ятник найбільш великим пам’ятником та з цією метою звернулась до Аслана, Махмуда та Теймура Рустамових. Таким чином до цього була залучена сім’я скульпторів.
Один із авторів пам’ятника Теймур Рустамов повідомив: «Необхідно було в одній композиції зобразити всю трагедію Ходжалінської ночі, її жах, а жінка з мертвою дитиною грала в ній ключову роль». 
Інший автор пам’ятника Махмудов Рустамов, відмітив:
Ми зрозуміли яку важку та відповідальну роботу нам запропонувала Виконавча Влада Хатаінського району. Ми – мій батько Аслан Рустамов та мій брат Теймур, підготовили декілька ескізів. Після довгих обговорень вибрали один із них та приступили до роботи. Звичайно, це було нелегко. Фото цієї трагедії привели нас в жах. На них не можливо було дивитися. Це велика біль, дуже важка історія.
Суть композиції була збережена. В обох пам’ятниках була зображена мати з мертвою дитиною на руках. Відкриття нового пам’ятника відбулося 26 лютого 2008 року.

## Опис пам’ятника

### Перший пам’ятник
Пам’ятник «Крик матері», споруджений у 1993 році зображає Ходжалінських жінок в особі молодої жінки, що підняла свою дитину, яку вбили вірмени, над головою. Тут зображено заклик про допомогу, крик та звинувачення. Ніби вона, як представник усіх Ходжалінських жінок, звинувачує весь світ. 
У пам’ятнику 1993 року зображена жінка, яка пройшла через ліси та ріки в ту сніжну та морозну ніч. У цьому пам’ятнику жінка боса. 

### Другий пам’ятник
Пам’ятник виготовлений із бронзи та чорного граніту. Висота пам’ятника разом з постаментом становить 8,6 м, а висота скульптури – 3,2 м. На пам’ятнику зображена мати з мертвою дитиною на руках, що вибігає з дому в одній нічній сорочці. У роботі були зображені також фотоматеріали, що були зняті азербайджанським журналістом Чингізом Мустафаєвим.
На барельєфах постаменту зображені жінки, діти, старики, які загинули під час різанини, а також сам Чингіз Мустафаєв над тілом мертвої дитини з камерою в руках. А в нижній частині – дані про жертви та списки з іменами загиблих.